# دیوید استفنسون (اقلیم‌شناس)
دیوید استفنسون (انگلیسی: David Stephenson؛ زادهٔ ۱ ژانویهٔ ۱۹۶۳) هواشناس اهل بریتانیا است. وی بنیانگذار و مدیر مرکز تحقیقات سیستم های اقلیمی Exeter و همچنین رئیس علوم آماری در دانشگاه Exeter است. وی یکی از نویسندگان فصل پنجم هیئت بین‌المللی دولت در ارزیابی پنجم ارزیابی آب و هوا بود. او عضو منتخب آکادمییا اروپائی است.